# Звездите над нас
„Звездите над нас“ (на английски: The Stars Shine Down) е роман на американския писател Сидни Шелдън, издаден през 1992 година.
Той разказва историята на Лара Камерън-пробивайки си път от нищетата и мизерията тя, разчитайки единствено на себе си и уменият си, успява да стане най-големият строителен предприемач в света-област позволена само за мъже. Лара жъне невиждан дотогава успех, но въпреки това чувства дълбоко в себе си че нещо и липсва. Един ден Лара намира в лицето на Филип, преуспяващ пианист, -голямата любов и разбира, че обичта е по-важна от амбицията.
В България романът е издаден през 2000 година от Издателска къща „Бард“.